# La cornisa (relato corto)
La cornisa es un relato corto escrito por Stephen King, publicado por primera vez en la revista Penthouse y luego recopilada en la primera colección de cuentos El umbral de la noche.

## Resumen de la trama
King emplea un narrador en primera persona y comienza con el protagonista, Stan Norris, en las garras de Cressner, un rico y cruel señor criminal. Cressner tiene la intención de vengarse de Norris, quien ha estado teniendo una aventura con su esposa. En lugar de matarlo directamente, Cressner revela su afición por las apuestas efectivas y ofrece un ultimátum escalofriante: si Norris es capaz de circunnavegar la cornisa de 5 pulgadas que rodea el edificio de varios pisos donde Cressner vive en su ático, puede tener a su esposa y unos $20.000. Si Norris se niega, lo acusarán de posesión de heroína y no volverá a ver a su amante. Cressner también revela que le ha hecho esto a otros seis, tres atletas profesionales que se cruzaron en su camino y tres personas comunes que se endeudaron seriamente con Cressner. Cressner no ha perdido ni una sola vez la apuesta.
Aparentemente sin otra opción, Norris acepta la apuesta y procede a caminar con cuidado alrededor del exterior frío y azotado por el viento del edificio. Norris encuentra múltiples obstáculos, particularmente por el viento y una paloma obstinada. Norris completa la terrible experiencia, solo para descubrir que Cressner ya había asesinado a su esposa. Cressner afirma astutamente que siempre cumple con los resultados de sus apuestas y que, si bien la heroína se ha retirado del automóvil de Norris y el dinero es suyo, el destino de su esposa se selló incluso antes de que se hiciera la apuesta. Enfurecido, Norris domina al guardaespaldas de Cressner y obtiene su arma. Cuando se declara Cressner para su vida, Norris propone prescindir de él aunque sólo es capaz de completar un viaje alrededor de la cornisa. Sin embargo, mientras espera que Cressner circunnavegue el edificio, Norris le revela al lector que, a diferencia de Cressner, a veces no cumple sus apuestas, lo que implica que matará a Cressner, independientemente de su éxito potencial en la cornisa.

## Adaptaciones
Fue dramatizada como una sección de la película de antología Cat's Eye, protagonizada por Robert Hays como Norris y Kenneth McMillan como Cressner. A diferencia de la historia, donde Cressner deja a Norris casi solo en la cornisa, Cressner recurre a trucos, que van desde bromas infantiles con un claxon de bocina hasta disparar al protagonista con una manguera de incendios si se demora en un sector más espacioso de la cornisa. Una escena notable en la versión cinematográfica es cuando el guardaespaldas de Cressner es asesinado y Cressner es dominado; se le ve tropezando por un problema de Penthouse, la editorial en la que se publicó por primera vez la historia. La película le dio un final decisivo a Cressner, ya que el implícito de la historia no habría sido tan satisfactorio para el público cinematográfico. Norris no necesitó ponerse en galés en su apuesta, ya que un Cressner asustado pierde el equilibrio por la paloma. Se cae de la cornisa y aterriza en el mismo claxon que usó para burlarse del protagonista.
En 1982, se publicó un interludio o viñeta titulado Vértigo, fuera de la continuidad principal de la novela gráfica V of Vendetta, que utilizaba la misma idea básica de un hombre que se ve obligado a atravesar una cornisa estrecha alrededor de un edificio alto. V of Vendetta se estaba publicando en serie en la revista británica de antología de cómics Warrior en ese momento. La viñeta se volvió a publicar más tarde en el sello homónimo de DC Comics de 1988 de 10 números (número 7) y se ha incluido en compilaciones de novelas gráficas posteriores.